# Vaskekonens Datter
Vaskekonens Datter er en amerikansk stumfilm fra 1918 af Marshall Neilan.

## Medvirkende
- Mary Pickford som Amarilly Jenkins
- William Scott som Terry McGowen
- Kate Price som Mrs. Americus Jenkins
- Ida Waterman som Mrs. David Phillips
- Norman Kerry som Gordon Phillips